# Fonsecaea pedrosoi
Fonsecaea pedrosoi är en svampart som först beskrevs av Brumpt, och fick sitt nu gällande namn av Negroni 1936. Fonsecaea pedrosoi ingår i släktet Fonsecaea och familjen Herpotrichiellaceae.   Inga underarter finns listade i Catalogue of Life.